# 伊達邦宗

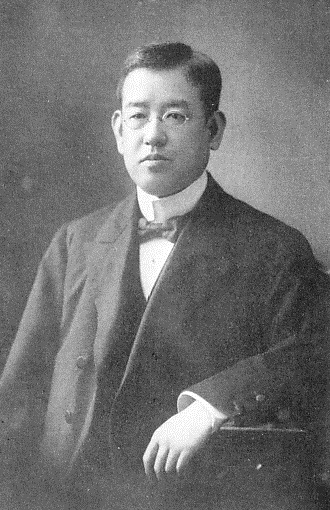
伊達邦宗

伊達 邦宗（だて くにむね、明治3年9月10日（1870年10月4日） - 大正12年（1923年）5月27日）は、日本の華族（伯爵）。伊達宗家第31代当主。幼名は菊重郎。字は子徳。号は松洲。
第13代藩主・伊達慶邦の七男として陸前国仙台に生まれる。母は側室・松岡道子（松岡時良の娘）。1899年（明治32年）、兄・伊達宗基の養子となり、邦宗と改名。その後、ケンブリッジ大学に留学して経済学を学び、帰国後、仙台一本杉邸（現在の鍾景閣）の邸内に農場「養種園」（せんだい農業園芸センターの前身）を開いた。果樹・蔬菜の改良普及に努め、農業者育成に尽力した。1917年（大正6年）、兄・宗基の死後、伊達伯爵家を継いだ。1923年（大正13年）に54歳で死去し、家督は長男の興宗が継承した。
著書に『伊達家史叢談』がある。

## 栄典
- 1899年（明治32年）5月30日 - 従五位[1]
- 1907年（明治40年）6月10日 - 正五位[2]
- 1917年（大正6年）4月30日 - 従四位[3]
- 1920年（大正9年）2月20日 - 木杯一組[4]
- 1923年（大正12年）5月10日 - 正四位[5]

## 系譜
- 父：伊達慶邦（陸奥国仙台藩第13代藩主）
- 母：松岡道子（於勝の方、松岡時良の娘）
- 兄：伊達宗基（陸奥国仙台藩第14代藩主）
- 妻：留守巨梅（留守基治の娘、水沢伊達家第13代（留守氏第30代）当主・留守邦寧の孫）[6]
  - 長女：昭子（酒井五郎（酒井忠道の五男）夫人）
  - 次女：慶子（相馬広胤（相馬順胤の次男）夫人）
  - 三女：秀子（堀田正恒夫人）
  - 四女：璋子（松井康昭（松井康義の長男）夫人、のち相馬正胤（広胤の弟）夫人）
  - 長男：伊達興宗（伊達家第32代当主）
  - 次男：伊達宗英（夫人は細川利寿の長女・素子）
  - 三男：東園基文（初名：宗文。東園基光の養子となり、宮内庁掌典長や、神社本庁統理等を歴任。夫人は旧皇族の東園佐和子）
  - 四男：酒井宗武（酒井忠精（酒井忠惇の長男）の養子）
  - 五男：伊達宗美